# Nikolaj Ivanovič Korotějev
Nikolaj Ivanovič Korotějev (rusky Николай Иванович Коротеев; 1927, Tver – 1978) byl ruský sovětský novinář a spisovatel.

## Život
Původním povoláním byl zdravotník. Publikovat začal roku 1949. Roku 1956 úspěšně ukončil studium na Literárním institutu Maxima Gorkého v Moskvě. Pracoval v novinách Комсомольская правда (Komsomolskaja pravda) a v časopisech Вокруг света (Kolem světa) a Искатель. Byl členem Svazu novinářů SSSR.
Je autorem dobrodružných příběhů s detektivní a vojenskou tematikou. Některé z nich jsou určeny pro děti a mládež. Byl velkým znalcem života v tajze a zabýval se vztahem člověka k přírodě.

## Dílo (výbor)
- Операция Соболь (1956, Operace Sobol).
- Невидимый свет (1957, Neviditelné světlo).
- Последний рейс (1958, Poslední cesta).
- Прыжок в топь (1963, Skok do bažiny).
- Выстрел в тайге (1964, Výstřel v tajze).
- Огненная западня (1966, Ohnivá past), tři dobrodružné povídky z tajgy.
- Схватка с оборотнем (1966, Souboj s vlkodlakem).
- Золотая cлава (1968, Zlatá sláva), příběh z Velké vlastenecké války.
- Испания в моем сердце (1971, Španělsko je v mém srdci), příběh ze španělské občanské války.
- Грифон (1973, Grifon).
- Крыло тайфуна (1976, Křídlo tajfunu), příběh o boji s nelítostným pytlákem v tajze východní Sibiře, který vybíjí celá stáda jelenů maralů, aby se obohatil prodejem léčivých látek z jejich paroží a který se neštítí ani vraždy. Snaží se tajfun využít ke svým záměrům, ale díky odvážným kriminalistům je dopaden.
- Циклон над Сарыджаз (1976, Cyklon nad Sarydžazem).

## Česká vydání
- Křídlo tajfunu, obsaženo v knize Pod křídlem tajfunu, Albatros, Praha 1980, přeložila Julie Heřmanová.